# Carex inamii
Espèce
Classification phylogénétique
Carex inamii est une espèce des plantes du genre Carex et de la famille des Cyperaceae.